# Aperuit illis
Aperuit illis je apoštolský list papeže Františka, vydaný ve formě motu proprio 30. září 2019, na svátek svatého Jeronýma, kterým se zavádí každoroční slavení 3. neděle všedního dne jako „neděle Božího slova“, věnovaná slavení, studiu a šíření Božího slova. První „neděle Božího slova“ připadla na 26. ledna 2020. Papež uvedl, že apoštolský list napsal v reakci na žádosti z celého světa o slavení neděle Božího slova.

## Pozadí

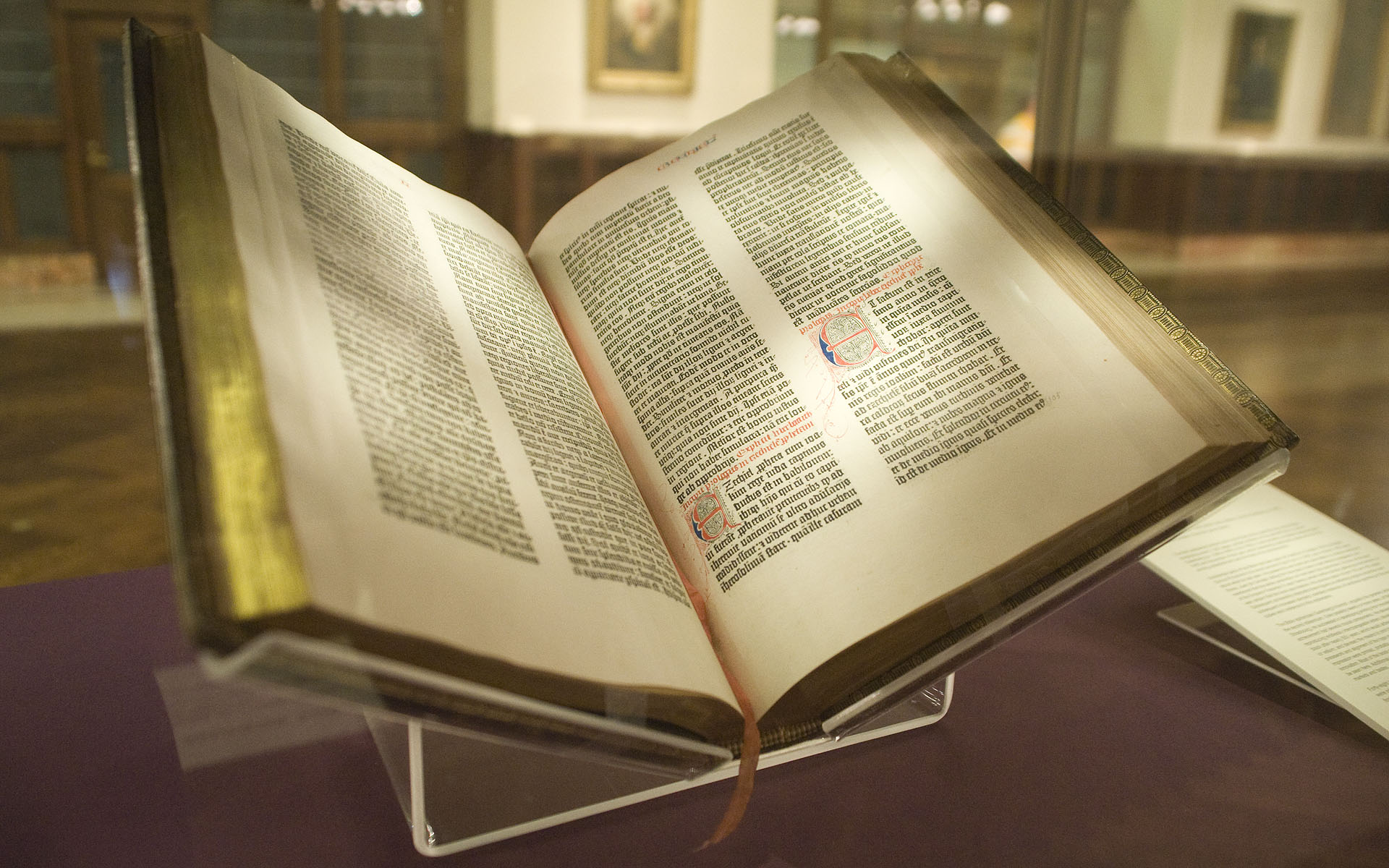
Gutenbergova bible

24. listopadu 2013 vydal papež František apoštolskou exhortaci Evangelii gaudium. Významná část třetí kapitoly „Hlásání evangelia“ je věnována modlitební přípravě homilie. Doporučuje kazatelům, aby praktikovali lectio divina: „Spočívá v tom, že ve chvíli modlitby čteme Boží slovo a necháme se jím osvítit a oživit. Toto modlitební čtení Bible není něco odděleného od studia, které kazatel podniká, aby zjistil hlavní poselství textu; naopak, měl by začít tímto studiem a pak pokračovat v rozpoznávání toho, jak totéž poselství promlouvá k jeho vlastnímu životu“.
Během homilie při mši 13. března 2015 vyhlásil papež František jubileum na rok 2016. Následovala indikační bula Misericordiae vultus z 11. dubna 2015, kterou bylo vyhlášeno mimořádné Jubileum milosrdenství od 8. prosince 2015, slavnosti Neposkvrněného početí, do 20. listopadu 2016, slavnosti Krista Krále. Na závěr jubilejního roku vydal apoštolský list Misericordia et misera, v němž uvedl: „Velmi si přeji, aby se Boží slovo stále více slavilo, poznávalo a šířilo, aby tajemství lásky proudící z tohoto pramene milosrdenství bylo stále lépe chápáno. Jak nám jasně říká apoštol: ,Všechno Písmo je inspirováno Bohem a užitečné k učení, k usvědčování, k nápravě a k výchově ve spravedlnostiʻ – 2Tm 3, 16 (Kral, ČEP).“

## Obsah

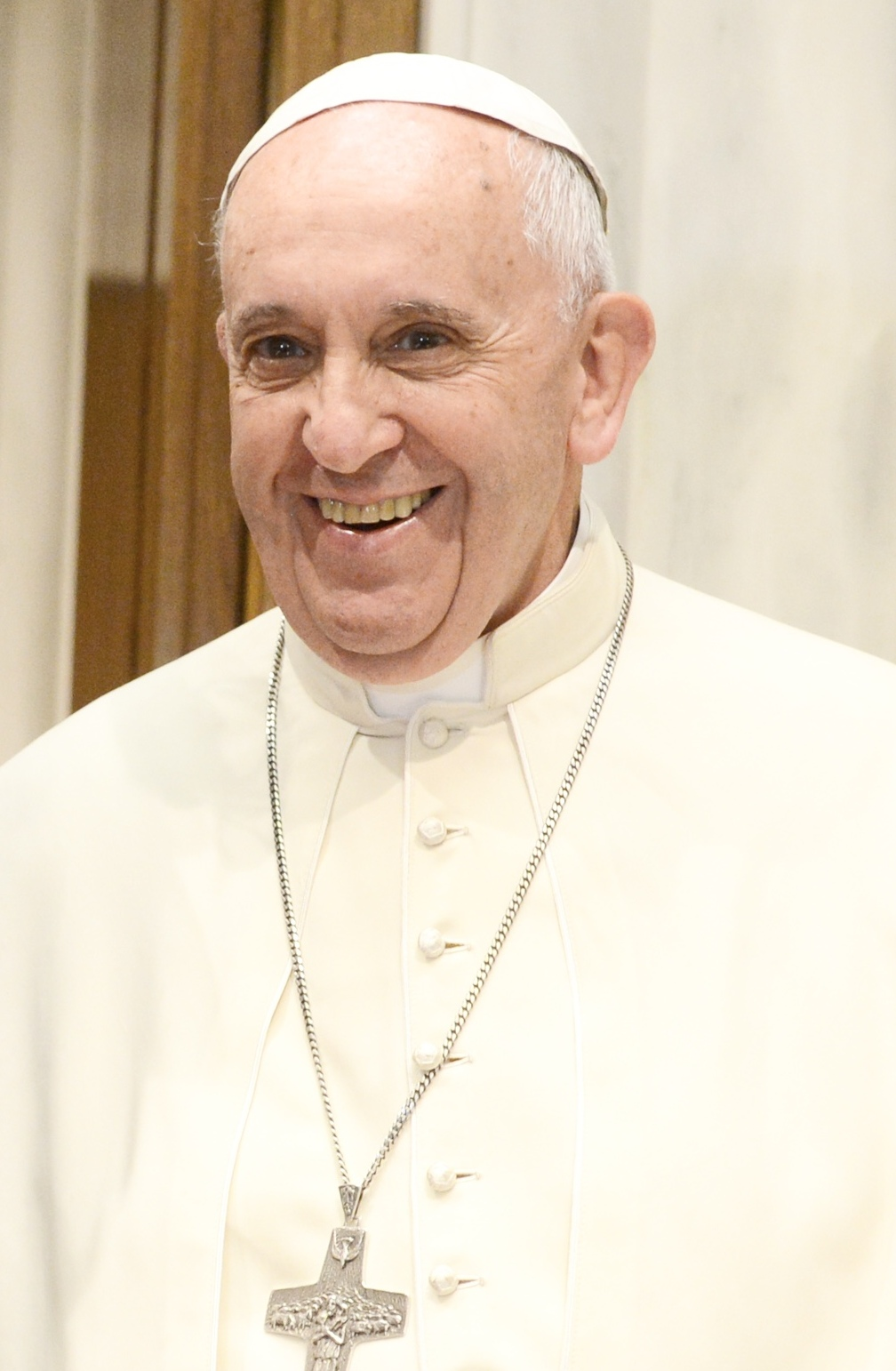
Papež František (2015)

Vzhledem k lednovému termínu konání se tato slavnost často koná v blízkosti Týdne modliteb za jednotu křesťanů a vzpomínkových akcí ke Dni památky obětí holocaustu. „Tato neděle Božího slova tak bude vhodnou součástí tohoto ročního období, kdy jsme povzbuzováni k posílení našich vazeb s židovským národem a k modlitbám za jednotu křesťanů. Je to více než časová shoda okolností: slavení neděle Božího slova má ekumenickou hodnotu, neboť Písmo ukazuje těm, kdo mu naslouchají, cestu k autentické a pevné jednotě.“
Název „Aperuit illis“ je převzat z Lukáše 24,45 – Lk 24, 45 (Kral, ČEP), kde evangelista popisuje, jak se vzkříšený Ježíš zjevil dvěma učedníkům na cestě do Emauz a „otevřel jim mysl, aby porozuměli Písmu“.
Papež František citoval dogmatickou konstituci Dei verbum a v ní obsaženou úvahu o významu Písma pro život církve (kapitola VI.). Odkázal také na apoštolskou exhortaci Verbum Domini papeže Benedikta XVI. z roku 2008, která zdůraznila „zejména účinný charakter Božího slova, zejména v kontextu liturgie, v níž vystupuje do popředí jeho výrazně svátostný charakter.“ Ačkoli jsou čtení z Písma nedílnou součástí každé nedělní liturgie, navrhl, že právě tato neděle by byla vhodná pro slavnostní instalaci lektorů, aby poukázal na „důležitost hlásání Božího slova v liturgii.“ Doporučil také farářům, aby zvážili možnost poučit své farnosti o praxi lectio divina.
František opět hovoří o kázání v homilii, stejně jako již dříve v Evangelii gaudium, a považuje ji za pastorační příležitost s „kvazi-sakramentálním charakterem“. „Ti z nás, kteří jsou kazateli, by neměli pronášet dlouhé, pedantské homilie nebo odbíhat k nesouvisejícím tématům.“

## Reakce
Katolická biskupská konference Spojených států amerických vydala prohlášení, v němž uvedla, že motu proprio vítá: „Svatý otec nám připomíná, že Boží slovo je ,performativníʻ a že křesťané by měli prodlévat a studovat Boží slovo zjevené v Písmu svatém.“
Irská katolická biskupská konference zdůraznila, že „neděle Božího slova“ není novým svátkem, ale „dnem, který je třeba věnovat oslavě, studiu a šíření Božího slova.“ Biskupové poznamenali, že „reforma lekcionáře vedla k tomu, že se při našich liturgických shromážděních hlásá mnohem více Písma a že se více uvědomuje role Božího slova v životě víry.“ Irské sdružení katolických kněží dalo k dispozici ke stažení brožurku, kterou poprvé v jedné farnosti zhruba před 20 lety vytvořil Pádraig McCarthy, aby povzbudil lidi ke čtení Písma. McCarthy leták aktualizoval o několik úvodních poznámek a seznam nedělních čtení na aktuální rok.
Papežovo motu proprio se shoduje s vyhlášením „Roku Slova – Boha, který mluví“ biskupy Anglie a Walesu, který bude zahájen první adventní nedělí roku 2019. Biskupové poznamenali, že vyhlášení bylo vydáno na svátek svatého Jeronýma, známého svým překladem Písma a komentáři k evangeliím.
Rozhodnutí papeže Františka zavést „neděli Božího slova“ přirovnal kněz z komunity Svatého kříže Adam Booth k zavedení tajemství světla papežem Janem Pavlem II. v roce 2002.